# Constitución de Honduras de 1865
La Constitución de Honduras de 1865 fue la cuarta constitución del país, promulgada el 29 de septiembre de 1865 durante el tercer mandato del presidente constitucional de Honduras, José María Medina. Fue la primera en establecer la designación de "República" y reconocer el derecho de habeas corpus. La misma establecía que no podía sufrir modificaciones hasta transcurridos ocho años desde su promulgación.
Medina instó al Poder Legislativo —conformado entonces por dos cámaras— a reunirse y llamar a un Asamblea Constituyente, para asegurar su reelección. Las dos cámaras se reunieron el 15 de febrero de 1865 —a un año de periodo presidencial— y llamaron a Asamblea Constituyente, la cual debía conformarse entre el 14 y 31 de mayo en La Esperanza (Intibucá).

## Asamblea Constituyente
La misma se instaló el 9 de abril de 1865 y el 7 de septiembre una comisión presentó un proyecto en Comayagua; donde después de 20 días de trabajo se dictó la nueva Constitución. La Asamblea determinó además anular la elección a vicepresidente de Florencio Xatruch del año pasado, por sus conflictos con el presidente; mientras que a Medina lo nombraron presidente provisional mientras se realizaban elecciones, la cuales fecharon para el 1 de diciembre.
La Asamblea Constituyente estuvo integrada por:
| 1. Florencio Estrada   | Presidente, diputado por Comayagua   |
| 2. Anacleto Madrid     | Vicepresidente, diputado por Gracias |
| 3. Guillermo Bustillo  | Diputado por Olancho                 |
| 4. Carlos Membreño     | Diputado por Tegucigalpa             |
| 5. Ponciano Leiva      | Diputado por Santa Bárbara           |
| 6. Francisco Medina    | Diputado por Olancho                 |
| 7. José María Rojas    | Diputado por Choluteca               |
| 8. Juan Vilardebo      | Diputado por Olancho                 |
| 9. Joaquín Mejía       | Diputado por Gracias                 |
| 10. Manuel Colindres   | Diputado por Choluteca               |
| 11. Rosendo Agüero     | Diputado por Tegucigalpa             |
| 12. Norberto Martínez  | Diputado por Yoro                    |
| 13. Julián Hernández   | Diputado por Gracias                 |
| 14. Mariano Álvarez    | Diputado por Yoro                    |
| 15. Celeo Arias        | Diputado por Comayagua               |
| 16. Bernardo Inestroza | Diputado por Tegucigalpa             |
| 17. Teodoro Aguiluz    | Diputado por Comayagua               |
| 18. Lucio Alvarado     | Diputado por Gracias                 |
| 19. Miguel Bustillos   | Diputado por Yoro                    |
| 20. Jesús Espios       | Diputado por Choluteca               |
| 21. Jerónimo Zelaya    | Diputado por Santa Bárbara           |
| 22. Saturnino Bográn   | Diputado por Santa Bárbara           |
| 23. Santiago Arriola   | Secretario, diputado por Comayagua   |
| 24. Valentín Durón     | Secretario, diputado por Tegucigalpa |

## Estructura
La Constitución tenía 112 artículos y estaba estructurada de la siguiente manera:
PREÁMBULO:
En el nombre de Dios y en ejercicio de la Soberanía Nacional la Asamblea Constituyente del pueblo hondureño instalada con el objeto de reformar la carga fundamental de 4 de febrero de 1848, decreta y sanciona la siguiente Constitución Política. 
Capítulo I. De la República y su soberanía
Capítulo II. Del territorio
Capítulo III. Del Gobierno y de la religión
Capítulo IV. De los hondureños, sus derechos y obligaciones
Capítulo V. De la ciudadanía
Capítulo VI. De las elecciones
Capítulo VII. De la organización del Poder Legislativo
Capítulo VIII. De las atribuciones del Poder Legislativo
Capítulo IX. Del Poder Ejecutivo
Capítulo X. Atribuciones del Poder Ejecutivo
Capítulo XI. De los Ministros del Despacho
Capítulo XII. Del Poder Judicial
Capítulo XIII. De las atribuciones de la Corte
Capítulo XIV. De la formación, sanción y publicación de la Ley
Capítulo XV. De los Jueces de Primera Instancia
Capítulo XVI. Del Gobierno político de los Departamentos y del Régimen Municipal
Capítulo XVII. Del Tesoro Público
Capítulo XVIII. De la Fuerza Pública
Capítulo XIX. De la responsabilidad de los funcionarios públicos
Capítulo XX. Garantías individuales
Capítulo XXI. Disposiciones generales
Capítulo XXII. De las reformas de la Constitución

## Contenido
Por primera vez se adopta la designación de "República" para el país. Se prohibió la reelección sucesiva y se suprimió el sistema legislativo compuesto por dos cámaras, adoptado en la Constitución anterior, creándose un «Congreso» de diputados, que cada dos años debía renovar la mitad de sus miembros. Para ser electo diputado se debía ser mayor de 30 años y ser licenciado en cualquiera de las facultades mayores o ser dueño de un capital que no baje de mil pesos —5 años y 500 pesos más que en la Constitución anterior—; pudiendo reelegirse una sola vez. La «Suprema Corte de Justicia» se mantuvo igual: con dos secciones, una en Comayagua y otra en Tegucigalpa, cada una de 3 magistrados y dos suplentes, y condiciones muy similares. También se reiteró la forma de gobierno, la religión católica como la oficial, y la designación del presidente como comandante en jefe del Ejército y la Armada. El presidente podía ser juzgado por traición, venalidad, usurpación del poder, atentar contra las garantías, impedir o violentar las elecciones e impedir la reunión del Poder Legislativo, pero no mientras estuviese en el cargo. 
Se reconoce el derecho de habeas corpus, no pudiendo ser detenido sin justificación por más de 6 días. La nueva constitución establecía que para ser ciudadano se debía ser mayor de 20 años con un oficio o propiedad, o mayores de 18 años que además de lo anterior tuvieran un grado literario o estuvieran casados. La ciudadanía se perdía por aceptar un trabajo de otro gobierno no centroamericano sin permiso del Congreso. El tamaño de los distritos electorales se redujo a 10,000 personas por distrito.
Se abolió la pena de muerte en materia política; manteniéndose para los delitos de asesinato y homicidio premeditado. Se estipulaban «fuera de la competencia de la ley» las acciones privadas que no afectaran el orden público o a terceros, y se reconocía el derecho de poseer y disponer de los bienes, emigrar y volver a conveniencia y procurar la felicidad propia. Establecía también que ningún habitante podía ser inquietado, molestado ni perseguido por sus opiniones de cualquier naturaleza, con tal que no perturben el orden o infrinjan la ley. Las opiniones podían expresarse por la prensa sin previa censura, pero las injurias contra personas debían ir con la firma y el nombre del autor.
Las reformas parciales o absolutas de la constitución estuvieron permitidas hasta 8 años después de su promulgación. Estas solo podrían acordarse por dos tercios de los votos del Congreso, siendo tomadas a consideración por la siguiente Legislatura. Si ésta la ratificaba, se convocaría una Asamblea Constituyente para que decrete los cambios. La constitución no impedía, sin embargo, la incursión de Honduras en un posible gobierno nacional conformado con otras secciones de Centroamérica, o en una Federación. En tal caso, la adopción del nuevo régimen debía ser ratificado por dos tercios de los votos del Congreso.